# Eduardo Wandenkolk
Eduardo Wandenkolk (Rio de Janeiro, 29 de junho de 1838 — Rio de Janeiro, 4 de outubro de 1902) foi um militar da Marinha do Brasil, político, ministro da marinha e senador da República, no governo provisório de Deodoro da Fonseca e Floriano Peixoto.

## Carreira política e militar
Filho de José Eduardo Wandenkolk e D. Martina Gomensoro Wandenkolk, alcançou o posto de almirante, foi ministro da Marinha do governo de Deodoro da Fonseca e senador da República, de 1890 a 1900. Foi reformado pelo marechal Floriano Peixoto em 1892, após ter assinado o Manifesto dos 13 generais. Foi detido e mandado para Tabatinga, no alto Amazonas, junto com outros presos políticos. Sua defesa no caso foi feita por Ruy Barbosa, via Habeas Corpus no Supremo Tribunal Federal, mas o plenário negou o pedido.
Após ter os seus direitos restabelecidos foi nomeado chefe do Estado-Maior da Armada, em 1900.
Encontra-se sepultado em um mausoléu no Cemitério de São João Batista, em Botafogo, no Rio de Janeiro.